# 野口薫 (心理学者)
野口 薫（のぐち かおる、1935年2月12日 - 2006年7月25日）は、日本の心理学者。専門は、ゲシュタルト心理学、交通心理学、芸術心理学。千葉大学名誉教授。

## 経歴
愛知県出身。1957年（昭和32年）に千葉大学文理学部人文科学課程（心理学専攻）を卒業後、1960年に東京都立大学 (1949-2011)大学院人文科学研究科修士課程（心理学専攻）修了。翌1961年、千葉大学文理学部助手となった。
1966年に千葉大学文理学部講師に就任。また同年、カナダ・ヨーク大学大学院リサーチ・アソシエイトも務めた。1968年、千葉大学教養部助教授となり、1979年には教授となった。
1980年にドイツ・ミュンヘン大学訪問研究員、イタリア・トリエステ大学客員教授を務めた。
1994年（平成6年）、千葉大学工学部に配置転換。1999年に退官し名誉教授となる。同年、日本大学文理学部教授に就任し、2005年に定年退職するまでこれを務めた。
2006年、肺癌のため71歳で死去。

## 著作
- 美と感性の心理学―ゲシュタルト知覚の新しい地平（単著、日本大学文理学部、2007年）